# Selección juvenil de rugby de Colombia
La selección juvenil de rugby de Colombia también llamada Tucancitos es el equipo nacional de rugby regulado por la Federación Colombiana de Rugby (FCR). La edad máxima de sus integrantes permitida en cada torneo es para menores de 19 denominándose a la selección M19; actualmente compite activamente del Sudamericano Juvenil B de Rugby donde ha obtenido seis veces el primer puesto.
Los Tucancitos aparecieron en escena el año 2008 para disputar el primer Sudamericano B en Brasil ubicándose segundos en una serie con Brasil y Venezuela, seguidamente logró en dos oportunidades tres títulos consecutivos compitiendo regularmente con Perú, Costa Rica, Venezuela y recientemente con México y Paraguay; al ser una federación en desarrollo no compite por clasificaciones a los certámenes orbitales de la categoría.
En 2018 disputó por primera vez el Sudamericano Juvenil A de Rugby en categoría M20

## Uniforme
Al igual que la selección de XV la camiseta consta de color amarillo con franjas horizontales azules. En el lado izquierdo del pecho se ubica el escudo de la FCR. La camiseta alternativa que se usa actualmente es azul con detalles rojos y amarillos. En ambos uniformes se utiliza regularmente pantaloneta azul o negra con medias rojas. El actual patrocinador del equipo en todas las categorías es Gatorade.

## Entrenadores
| Nombres                          | Período           |
| -------------------------------- | ----------------- |
| Mauricio Henao David Jaramillo   | 2008 - 2011       |
| William León Higuera             | 2011 - 2016       |
| Óscar Valderrama Sebastián Mejía | 2017 - Actualidad |

## Palmarés
- Sudamericano Juvenil B (6):[4] 2009, 2010, 2011, 2014,[5] 2015,[6] 2016

## Participación en copas
| - São Paulo 2008: 2º puesto - Lima 2009: Campeón - Medellín 2010: Campeón - Lima 2011: Campeón - Valencia 2012: 2º puesto - Luque 2013: 2º puesto - Lima 2014: Campeón - Riohacha 2015: Campeón - Chiclayo 2016: Campeón - Riohacha 2017: 2º puesto - Sudamericano A 2018: 5º puesto - Sudamericano B 2022: 3° puesto (último) - Sudamericano B 2023: 3° puesto (último) | - Asunción 2019: 3º puesto - Asunción 2018: No participó - Montevideo 2019: No participó - Asunción 2019: No participó - Rio Segundo 2023: No participó - Rio Segundo 2024: 7° puesto |

### Estadísticas
| Adversario | Jugados | Ganados | Perdidos | Empatados | % Efectividad |
| ---------- | ------- | ------- | -------- | --------- | ------------- |
| Brasil     | 7       | 0       | 7        | 0         | 0.0%          |
| Chile      | 1       | 0       | 1        | 0         | 0.0%          |
| Costa Rica | 1       | 1       | 0        | 0         | 100.0%        |
| México     | 4       | 4       | 0        | 0         | 100.0%        |
| Paraguay   | 7       | 0       | 7        | 0         | 0.0%          |
| Perú       | 10      | 10      | 0        | 0         | 100.0%        |
| Uruguay    | 1       | 0       | 1        | 0         | 0.0%          |
| Venezuela  | 11      | 11      | 0        | 0         | 100.0%        |
| Total      | 42      | 26      | 16       | 0         | 61.90%        |

Último test match considerado vs Brasil (0-5), 16 de marzo de 2024